# Loubeyrat
Loubeyrat település Franciaországban, Puy-de-Dôme megyében. Lakosainak száma 1431 fő (2022. január 1.). Loubeyrat Charbonnières-les-Varennes, Charbonnières-les-Vieilles, Châtel-Guyon, Manzat, Prompsat és Teilhède községekkel határos.

## Népesség
A település népességének változása:
| Lakosok száma | 1209 | 1252 | 1317 | 1342 | 1362 | 1384 | 1418 | 1424 | 1431 |
|               | 2013 | 2015 | 2016 | 2017 | 2018 | 2019 | 2020 | 2021 | 2022 |